# The Crimson Trail (film 1916)
The Crimson Trail è un cortometraggio muto del 1916 diretto da Winthrop Kelley.

## Produzione
Il film fu prodotto dall'Independent Moving Pictures Co. of America (IMP).

## Distribuzione
Distribuito dall'Universal Film Manufacturing Company, il film uscì nelle sale cinematografiche USA il 24 marzo 1916.